# Goneatara
Goneatara és un gènere d'aranyes araneomorfes de la subfamília Erigoninae, dins de la família Linyphiidae.
Fou descrit per primera vegada per S. C. Bishop i C. R. Crosby l'any 1935.

## Distribució
Es pot trobar als Estats Units.

## Llista d'espècies
Segons The World Spider Catalog 12.0:
- Goneatara eranistes (Crosby & Bishop, 1927)
- Goneatara nasutus (Barrows, 1943)
- Goneatara platyrhinus Crosby & Bishop, 1927 (Espècie tipus)
- Goneatara plausibilis Bishop & Crosby, 1935